# Tattenhall
Tattenhall är en ort och en tidigare civil parish, i Tattenhall and District, i distriktet Cheshire West and Chester, i Storbritannien. Den ligger i kommunen Cheshire West and Chester i riksdelen England, i den södra delen av landet, 250 km nordväst om huvudstaden London. Tattenhall ligger 38 meter över havet och antalet invånare är 1 901.
Den tillhör sedan 2015 civil parish Tattenhall and District. Civil parish hade 1 986 invånare år 2001. Byn nämndes i Domedagsboken (Domesday Book) år 1086, och kallades då Tatenale.
Terrängen runt Tattenhall är platt. Runt Tattenhall är det tätbefolkat, med 266 invånare per kvadratkilometer. Närmaste större samhälle är Chester, 11,3 km nordväst om Tattenhall. Trakten runt Tattenhall består i huvudsak av gräsmarker.